# نمونایتیس
نمونایتیس (به لاتین: Nemunaitis) یک شهرک در لیتوانی است که در شهرستان آلیتوس واقع شده‌است. نمونایتیس ۱۵۳ نفر جمعیت دارد.